# 霍特科姆县 (华盛顿州)
霍特科姆縣（英語：Whatcom County）是美国华盛顿州西北部的一個縣，北鄰加拿大不列颠哥伦比亚省，面積6,484平方公里。根據2020年美國人口普查，共有人口22萬6,847人。縣治貝靈漢（Bellingham）。該縣成立於1854年3月9日，縣名是努克薩克語「嘈吵的水」的意思。該縣的羅伯茨角（Point Roberts）是美國少數的外飛地之一。